# 휜트방엔
휜트방엔(독일어: Hüntwangen)은 스위스 취리히주 뷜라흐구에 있는 자치체이다.

## 역사
휜트방엔은 1254년에 Hiuntwangin으로 처음 언급되었다.

## 지리
휜트방엔의 면적은 4.9k㎡이다. 이 지역의 50.9%는 농업용으로 사용되며 32.9%는 산림이다. 나머지 토지 중 13.6%는 정착지(건물 또는 도로)이고 나머지(2.6%)는 비생산적(강, 빙하 또는 산)이다.
시정촌은 라인강 북쪽에 있는 지역인 라프처펠트의 서쪽 가장자리에 있다.

## 인구통계
휜트방엔의 인구(2020년 12월 31일 기준)는 1,067명이다. 2007년 기준으로 전체 인구의 7.4%가 외국인이다. 지난 10년 동안 인구는 22.9%의 비율로 증가했다. 2000년 기준, 인구 대부분이 독일어(96.8%)를 사용하며, 이탈리아어가 두 번째(0.8%)로 많이 사용, 프랑스어가 세 번째(0.5%)로 사용된다.
2007년 선거에서 가장 인기 있는 정당은 42.8%의 득표율을 기록한 SVP였다. 다음으로 가장 인기 있는 3개 정당은 SPS (17%), FDP (11.2%), 녹색당 (8.9%)이었다.
2000년 기준, 인구의 연령분포는 아동·청소년(0~19세)이 전체 인구의 24.3%, 성인(20~64세)이 63.2%, 노인(64세 이상)이 12.5%를 차지한다. 휜트방엔에서는 인구의 약 85.5%(25-64세)가 비필수 고등교육 또는 추가 고등교육(대학 또는 응용학문대학)을 완료했다.
휜트방엔의 실업률은 1.61%이다. 2005년 기준으로 1차 경제 부문 에 34명이 고용되어 있고 이 부문에 약 13개 기업이 관여하고 있다. 65명의 사람들이 2차 부문 에 고용되어 있고 이 부문에 8개의 기업이 있다. 92명의 사람들이 3차 부문 에 고용되어 있으며 이 부문에는 26개의 기업이 있다.
역사적 인구는 다음 표에 나와 있다.
| 년도 | 인구 |
| ---- | ---- |
| 1640 | 175  |
| 1722 | 456  |
| 1836 | 588  |
| 1850 | 639  |
| 1900 | 538  |
| 1920 | 516  |
| 1950 | 523  |
| 2000 | 782  |

## 교통
휜트방엔-빌역은 취리히 S-반의 S9 노선에 있는 정류장이다. 취리히 중앙역에서 열차로 33분 거리에 있다.